# Heinrich Sigismund Uhlrich
Heinrich Sigismund Uhlrich (geboren 22. Januar 1846 in Oschatz; gestorben 1937) war ein deutscher Holzstecher. 
Als junger Holzstecher wurde Heinrich Uhlrich 1866 von Bjørnstjerne Bjørnson nach Norwegen geholt, um Bilder für das Norsk Folkeblad zu schneiden – eine Wochenzeitschrift, deren Herausgeber der Dichter selbst war. Er und der Holzschneider Richard Müller durften in der Wohnung neben der Reproduktionsstätte der Zeitschrift in der Øvre Slottsgate 2, Christiania, wohnen. Der Leiter der Holzstecher war Gustav Zielecke (geb. 1843). Nachdem Zieleck am 4. Oktober 1867 über Kristiansand und Hull – Liverpool nach New York ausgewandert war, übernahm Uhlrich die Verantwortung für die Reproduktionsstätte. Er blieb in Norwegen, bis die Wochenzeitschrift 1873 ihr Erscheinen einstellte. Einige der neuen norwegischen Holzschneidergeneration betrachteten Uhlrich später als ihren Lehrer.
Nach seiner Auswanderung nach England wurde er in Kent Mitarbeiter der Zeitschrift Graphic. In den Jahren 1889 bis 1904 stellte er seine Werke in der Royal Academy of Arts aus.